# Likasi
Likasi (1931 al 1971 Jadotville) è una città della provincia dell'Haut-Katanga nella Repubblica Democratica del Congo. Likasi si trova nel cuore della regione mineraria del Katanga, nelle vicinanze delle montagne del Mitumba e del Kundelungu. Chiamata « ville des lumières », ha una popolazione di circa 450 000 abitanti.
Il suo motto è Aere laboreque, che si riferisce al rame ed al lavoro.

## Geografia fisica

### Territorio
La città è ricca di colline, da cui l'appellativo locale Likasi ya Bilima, ovvero Likasi delle colline. L'altitudine varia da circa 1 100 a oltre 1400 m, con una media di 1265 m, mentre il suo punto culminante si trova a Karajipopo, nel comune di Panda, a 1427 m.
Likasi è al centro del territorio del Kambove, a 120 km di strada e ad 132 km di ferrovia da Lubumbashi ed a 502 km da Kamina, centro di distribuzione della rete ferroviaria del Congo. 

### Clima
Situata sull'altopiano dell'Alto Katanga, Likasi ha un clima tropicale dolce. La temperatura media è di 20 °C.
La stagione secca comincia nel mese di aprile e conosce il periodo più fresco intorno al mese di giugno. In novembre comincia la stagione delle piogge che termina nel mese di marzo o ad aprile.
Dicembre è il mese più piovoso e luglio il più secco. Le precipitazioni dipendono dai rilievi e dagli alisei umidi del nord-est ma sono principalmente dovuti ai venti di nord-ovest provenienti dalla conca centrale de fiume Congo durante la stagione delle piogge. La stagione secca dura circa cinque mesi, da luglio ad ottobre con un'assenza totale di piogge. Durante la stagione umida, le piogge violente sono di durata variabile, ed in media le precipitazioni sono di 176,2 mm , ed avvengono circa ogni giorno su due.

## Origini del nome
Likasi deriva da dikashi, termine kiswahili che significa buoni odori. Dal 1931 al 1971 ebbe il nome di Jadotville, in onore dell'ingegnere Jean Jadot.

## Storia

### I "Mangiatori di rame"
Likasi, situata a 78 km dall'antica capitale del re M'Siri, è un centro dell'estrazione del rame da secoli.
Gli antichi abitanti della regione, i Sanga e Kaonde, erano conosciuti come Mangiatori di rame.
Utilizzavano dei forni in argilla, dei mantici in pelle d'antilope per fondere la malachite frantumata, per estrarre il rame e forgiarla. I Sanga ed i Kaonde al motto di "Andiamo a mangiare il rame" all'inizio di ogni stagione secca, si spostavano in savane lontane dagli sguardi delle donne e dei bambini per colare il rame in lingotti o nell'antica moneta del Katanga, l'handa diffusa nel XII secolo.

### Congo Belga
L'attività di estrazione e lavorazione del rame continuò anche sotto il dominio belga. Una fonderia elettrica avviò la sua produzione nel 1924, producendo una lega cobaltifera e nel 1929, le officine di Shituru furono aperte con una capacità di 30 000 tonnellate di rame elettrolitico.
La città moderna, con il nome di Jadotville, fu fondata dall'amministrazione coloniale belga il 21 dicembre 1943 e fu eretta allo statuto amministrativo di città, dopo LéopoldVille (Kinshasa) ed Élisabethville (Lubumbashi). Venne rinominata Likasi nel 1966.

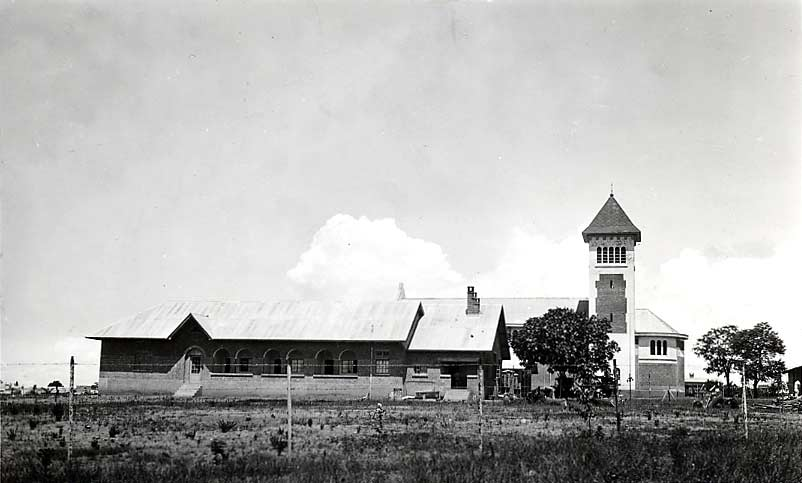
Vista di Jadotville verso il 1930.

Durante il periodo coloniale, molti Kasai, Rhodesiani, Malawiti ed altri Ruandesi e Burundesi furono condotti nel Katanga, ed a Likasi, per lavorare nelle miniere.

### L'assedio di Jadotville
Nel 1961, nell'assedio di Jadotville, durante la crisi congolese, una compagnia irlandese dell'ONUC fu fatta prigioniera dall'armata del Katanga.

### Likasi oggi
Nel 1992, la politica separatistica di un partito politico mono-etnico della provincia provocò la partenza massiccia di cittadini kasai con la complicità del potere centrale. Ciò avvenne per danneggiare l'opposizione politica, che aveva proprio come base i Kasai.
L'economia di Likasi verte ancor oggi sull'estrazione e la lavorazione del rame.

## Aree naturali
Nelle vicinanze di Likasi c'è il lago Tshangalele, sito turistico, lago artificiale di 410 km² sul Lufira vicino a Kapolowe a circa 25 km da Likasi sulla strada per Lubumbashi.

## Cultura

### Musei
La città possiede un museo mineralogico che possiede una ricca collezione di 600 campioni di pietre.

## Geografia antropica

### Comuni
La città di Likasi è divisa in quattro comuni, suddivisi ulteriormente in quartieri:
- Kikula con dieci quartieri: Kalipopo, Kanona, Kapemba, Kaponona, Kisunka, Kyubo, Mbadi, Musumba, Nkolomoni ed Okito
- Likasi con nove quartieri: Centre-ville, Panda - Makomeno, Mission, Industriel, Kampumpi, Kitabataba, SNCC e Simba
- Panda con cinque quartieri: Kamilopa, Kakontwe, Kiwele, Mpandamayi e Muchanga
- Shituru con quattro quartieri: Buluo, Kilima, Kipulande e Nguya

## Economia
È un centro minerario ed un nodo di comunicazione importante ed è tra le città turistiche della Repubblica Democratica del Congo.
Gli impianti di lavorazione del rame di Likasi lavorano a pieno rendimento. La Repubblica Democratica del Congo estrae 500 000 tonnellate di rame ogni anno, e ciò fa del paese il quinto produttore mondiale.
La diga idroelettrica di Mwadingusha è posizionata sul Lufira a circa 75 km dalla città e fornisce l'elettricità all'insediamento.
La prigione di massima sicurezza di Buluo, situata a Likasi, è stata un tempo la più importante del Congo e dell'Africa centrale.